# Jan Kirchhoff
Jan Tilman Kirchhoff (født 1. oktober 1990 i Frankfurt am Main, Vesttyskland) er en tysk fodboldspiller, der spiller som central forsvarsspiller for 1. FC Magdeburg.

## Klubkarriere

### FSV Mainz 05
Kirchhoff skiftede som ungdomsspiller til Mainz 05 i 2007. Han spillede et enkelt år på klubbens ungdomshold, hvorefter han blev rykket op på klubbens senior trup, dog på klubbens 2. bedste senior mandskab til at starte med.
Den 2. november 2008 fik Kirchhoff sin debut for Mainz 05 i en kamp imod Rot Weiss Ahlen, hvor Kirchhoff spillede hele kampen som var en ligakamp i 2. Bundesligaen.
Kirchoff var på dette tidspunkt et af de største talenter i Bundesligaen, og det resulterede i, at klubber som Borussia Dortmund, Bayern München, Bayer Leverkusen, Schalke 04, Juventus, Inter og AC Milan var ude efter den unge forsvarsspiller.
Kirchhoff spillede i alt 18 ligakampe for Mainz 05 II og 58 ligakampe for Mainz 05, indtil han i 2013 blev solgt.

### FC Bayern München
Den 4. januar 2013 bekræftede Bayern München, at de havde hentet den unge eftertragtede forsvarsspiller. Han havde blot skrevet under på en pre-kontrakt, så han skiftede først i sommeren 2013, til starten af 2013-14 sæsonen. Kirchhoff's kontrakt udløb i sommeren 2013 med Mainz 05, så Bayern München snuppede ham gratis.Kirchhoff skrev under på en 3-årig kontrakt som ville udløbe i juni 2016.

### Udlån til Schalke 04
Den 27. december 2013 blev Kirchhoff udlejet til ligarivalerne Schalke 04. Lejekontrakten varer i et halvandet år, så den udløber den 30. juni 2015.

### Sunderland
7 januar 2016 underskrev Kirchhoff en kontrakt på 18 måneder med Sunderland.

## Landshold
Kirchhoff har endnu ikke repræsenteret sit land på seniorniveau, men har repræsenteret sit lands U18, U19 og U21 landshold.